# Aristocréon
Vous lisez un « bon article » labellisé en 2010.

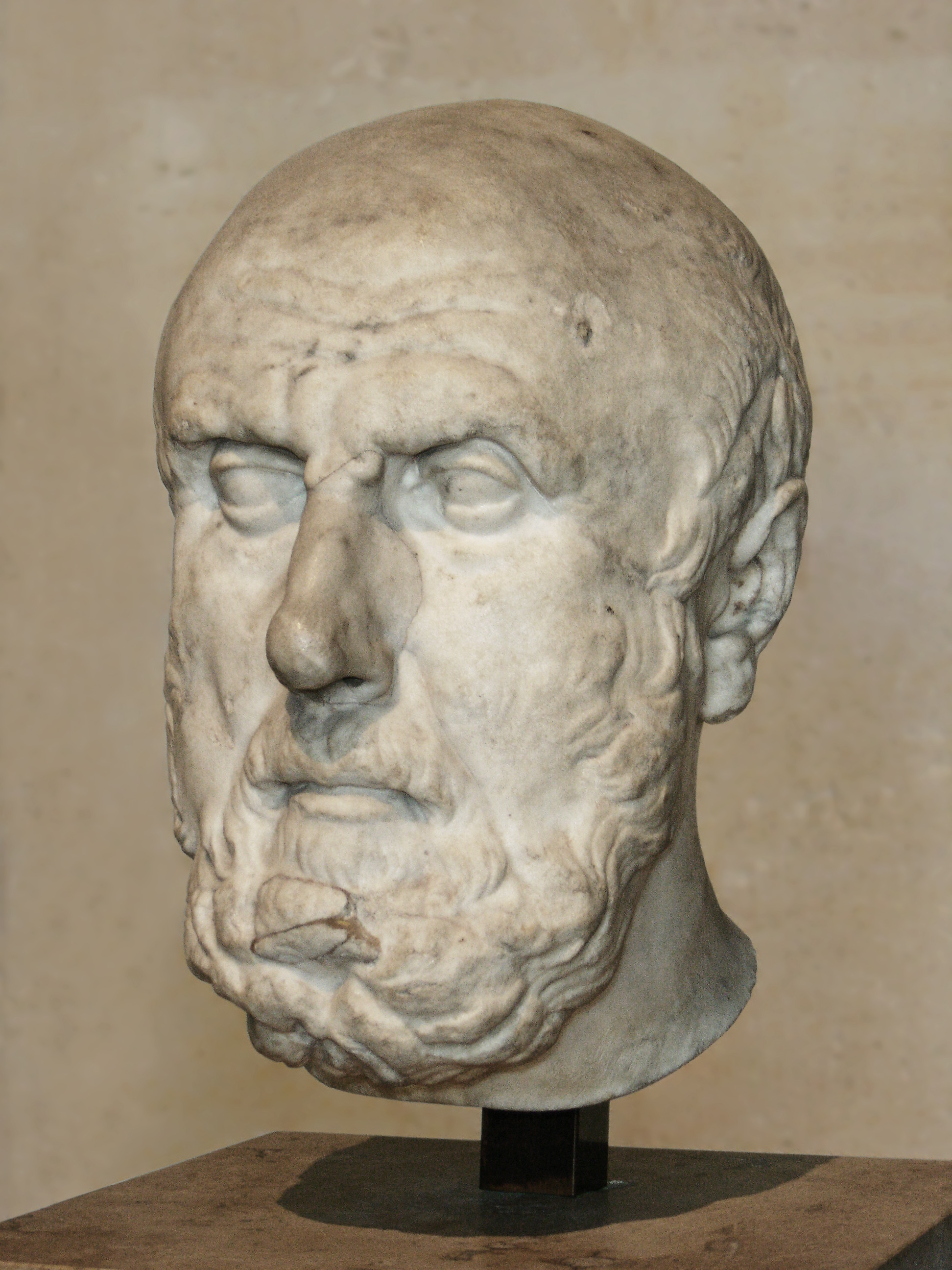
Chrysippe, marbre d'époque romaine impériale

Aristocréon (en grec ancien Ἀριστοκρέων / Aristokréôn) est un philosophe stoïcien grec, neveu et disciple de Chrysippe, vivant vers la fin du IIIe -début du IIe siècle av. J.-C. Apprécié par son oncle, qui se chargea de son éducation, et lui dédia une dizaine d'ouvrages, Aristocréon devint, après la mort de celui-ci, un gardien de sa mémoire. Par ailleurs la connaissance que la critique moderne a d'Aristocréon est complétée par la redécouverte de deux décrets athéniens lui rendant les honneurs. Ainsi s'esquisse la figure d'un homme aussi dévoué à la cité d'Athènes qu'à la mémoire de son oncle.

## Éducation
L'information la plus ancienne que nous ayons de la vie d'Aristocréon nous est donnée par Diogène Laërce : « ayant fait venir les fils de sa sœur, Aristocréon et Philocrate, Chrysippe les forma ». Si tant est que le récit donné par Diogène Laërce soit bien chronologique, l'on pourrait estimer que cette période de formation intervient avant la mort de Cléanthe, soit avant 233-232 av. J.-C.. Le cas échéant, Aristocréon serait né un peu avant 250 av. J.-C.
|            |            |            |            |             |             | Apollonios  | Apollonios  | Apollonios  | Apollonios  | Apollonios | Apollonios |               |               |               |               |               |               | Épouse inconnue | Épouse inconnue | Épouse inconnue    | Épouse inconnue    | Épouse inconnue    | Épouse inconnue    |                    |                    |
|            |            |            |            |             |             | Apollonios  | Apollonios  | Apollonios  | Apollonios  | Apollonios | Apollonios |               |               |               |               |               |               | Épouse inconnue | Épouse inconnue | Épouse inconnue    | Épouse inconnue    | Épouse inconnue    | Épouse inconnue    |                    |                    |
|            |            |            |            |             |             |             |             |             |             |            |            |               |               |               |               |               |               |                 |                 |                    |                    |                    |                    |                    |                    |
|            |            |            |            |             |             |             |             |             |             |            |            |               |               |               |               |               |               |                 |                 |                    |                    |                    |                    |                    |                    |
|            |            |            |            | Nausicratès | Nausicratès | Nausicratès | Nausicratès | Nausicratès | Nausicratès |            |            | Sœur inconnue | Sœur inconnue | Sœur inconnue | Sœur inconnue | Sœur inconnue | Sœur inconnue |                 |                 | Chrysippe de Soles | Chrysippe de Soles | Chrysippe de Soles | Chrysippe de Soles | Chrysippe de Soles | Chrysippe de Soles |
|            |            |            |            | Nausicratès | Nausicratès | Nausicratès | Nausicratès | Nausicratès | Nausicratès |            |            | Sœur inconnue | Sœur inconnue | Sœur inconnue | Sœur inconnue | Sœur inconnue | Sœur inconnue |                 |                 | Chrysippe de Soles | Chrysippe de Soles | Chrysippe de Soles | Chrysippe de Soles | Chrysippe de Soles | Chrysippe de Soles |
|            |            |            |            |             |             |             |             |             |             |            |            |               |               |               |               |               |               |                 |                 |                    |                    |                    |                    |                    |                    |
|            |            |            |            |             |             |             |             |             |             |            |            |               |               |               |               |               |               |                 |                 |                    |                    |                    |                    |                    |                    |
| Philocrate | Philocrate | Philocrate | Philocrate | Philocrate  | Philocrate  |             |             |             |             |            |            |               |               |               |               | Aristocréon   | Aristocréon   | Aristocréon     | Aristocréon     | Aristocréon        | Aristocréon        |                    |                    |                    |                    |

## Biographie

### Disciple
Aristocréon est probablement un disciple assez aimé de Chrysippe. Il apparaît comme son premier dédicataire : dans la liste des œuvres de Chrysippe donnée par Diogène Laërce, trente-six livres, dix ouvrages lui sont en effet dédiés, contre huit seulement pour Métrodore, et aucun pour Philocrate. La plupart de ces livres appartenant au lieu logique, l'on peut conjecturer qu'Aristocréon était bon logicien. L'on peut également supposer qu'en tant que logicien, Aristocréon était particulièrement préoccupé par le paradoxe du menteur, quatre des dix ouvrages dédiés ayant trait à cet argument. Ce paradoxe, attribué à Euboulidès de Milet, fut résumé comme suit par Alexandre d'Aphrodise : « Celui qui dit je dis le faux, dit en même temps le faux et le vrai. Il est donc faux de dire qu'il n'est pas possible en même temps de dire le vrai et le faux ». L'une des applications de ce paradoxe est le syllogisme bien connu d'Épiménide : « Tous les Crétois sont des menteurs ».
| Titre français                                                     | Titre original                                    | Nombre de livres | Lieu    |
| ------------------------------------------------------------------ | ------------------------------------------------- | ---------------- | ------- |
| Sur l'introduction au Menteur                                      | Περὶ τῆς εἰς τὸν φευδόμενον εἰσαγωγῆς             | Un livre         | Logique |
| Sur le Menteur                                                     | Περὶ τοῦ φευδόμενου                               | Six livres       | Logique |
| Contre ceux qui le résolvent en le tranchant l'argument du menteur | Πρὸς τοὺς διὰ τῆς τομῆς διαλύοντας τὸν φευδόμενον | Deux livres      | Logique |
| La solution au Menteur                                             | Περὶ τῆς τοῦ φευδόμενου λύσεων                    | Trois livres     | Logique |
| La solution des arguments hypothétiques d'Hédylos                  | Λύσις τῶν Ἠδύλου ὑποθετιϰῶν                       | Un livre         | Logique |
| L'argument du négateur                                             | Περὶ ἀποφάσκοντος                                 | Deux livres      | Logique |
| Sur les notions semblables                                         | Περὶ τῶν ὁμοίων                                   | Trois livres     | Logique |
| Sur la dialectique                                                 | Περὶ τῆς διαλεϰτιϰῆς                              | Quatre livres    | Logique |
| Sur l'art et la privation de l'art                                 | Περὶ τέχνης ϰαὶ ἀτέχνίας                          | Quatre livres    | Ethique |
| Sur le beau et le plaisir                                          | Περὶ τοῦ καλοῦ ϰαὶ τῆς ἠδονῆς                     | Dix livres       | Ethique |

### Gardien de la mémoire de Chrysippe
Après la mort de Chrysippe, Aristocréon érigea une statue de bronze en son honneur et y fit inscrire le distique suivant : 

« τὸν νέννον Χρύσιππον Ἀριστοκρέων ἀνέθηκε

τῶν Ἀκαδεμιακῶν στραγγαλίδων κοπίδα »

« Aristocréon a consacré cette statue de son oncle Chrysippe

Celui qui a tranché les nœuds captieux des académiciens »

Il est probable qu'en honneur à son oncle, Aristocréon ait rédigé un Tombeau de Chrysippe (Χρυσίππον ταφαί), si l'on en croit un papyrus d'Herculanum, extrait probablement d'une œuvre de Philodème de Gadara. Selon ce papyrus, ce tombeau mentionnait un certain Hyllos de Soles, disciple de Sphairos, puis de Chrysippe.

### Citoyen

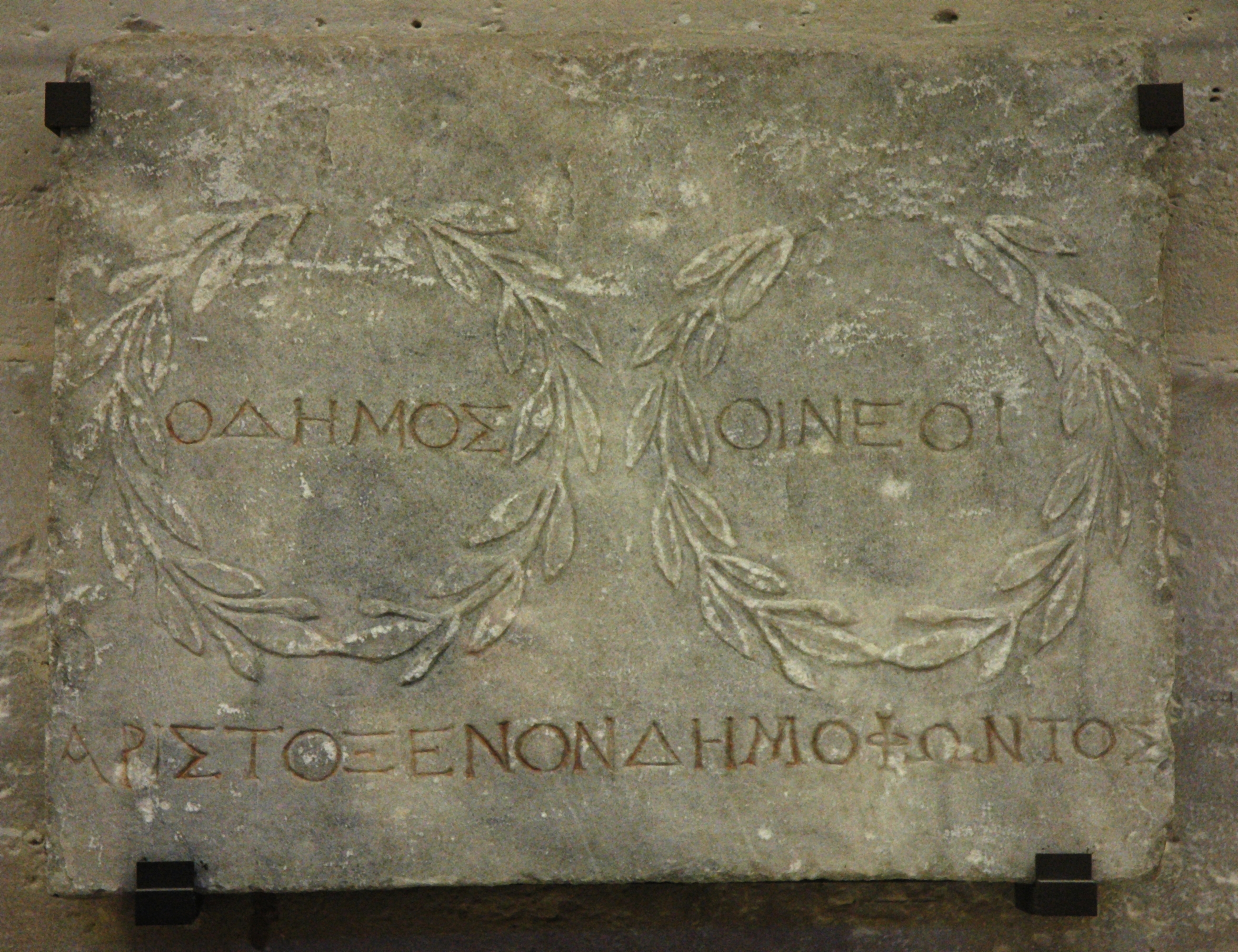
Inscription honorifique athénienne du dédiée à Aristoxénos.

Deux décrets honorifiques de la cité d'Athènes portent mention d'Aristocréon. L'assimilation de cet Aristocréon au neveu de Chrysippe est généralement acceptée par la communauté scientifique.
Le premier, daté de l'archontat de Chariclès (soit 196-195), est très fragmentaire. Il honore Aristocréon, eu égard à ses nombreux mérites : sa volonté de servir les Athéniens, ses actions en faveur d'Athéniens localisés à Antioche, son respect des institutions de la ville. Le second, plus complet, n'est pas daté. Cependant, un renvoi au premier décret indique qu'il lui est forcément postérieur. L'intérêt de ce décret est, en premier lieu, de donner la titulature complète d'Aristocréon : fils de Nausicratès, de S(oles) ou de S(éleucie). L'état du décret ne permet toutefois pas de trancher entre les origines possibles : Soles selon Wilhelm, Séleucie de Calycadnos selon Ingolt et Robert, Séleucie de Piérie selon Köhler. Le décret souligne les bienfaits d'Aristocréon : il a prêté de l'argent à la cité (notamment en vue de la rénovation du Pirée) et a su mener à bien une ambassade avec Soles (ou Séleucie). En conséquence, la ville d'Athènes a décerné à Aristocréon les honneurs suivants : un éloge, une couronne de laurier, une stèle de marbre installée sur l'acropole où serait gravé le décret, un statut de proxène, ainsi que le droit d'acquérir une habitation d'une valeur maximale d'un demi-talent, et un lot de terre d'une valeur maximale de deux talents,.
De ces deux décrets, l'on peut extrapoler les deux conjectures suivantes : Aristocréon ne manquait pas de prestige (en particulier pour mener des ambassades) et devait être assez riche pour se montrer si généreux.

### Géographe?
Les travaux d'un géographe homonyme sont parfois attribués à Aristocréon. Il s'agirait d'un contemporain d'Hermippe de Smyrne, qui se serait tout particulièrement intéressé à l'Égypte. Ses travaux sont connus grâce à plusieurs citations de Pline l'Ancien et d'Élien. Il aurait ainsi estimé la distance de Saïs à la mer à 750 000 pas, et situé la ville de Tole, à cinq jours de marche de Méroé, et à douze jours d'Ésar. En accord avec Adolf Wilhelm, la plupart des hellénistes rejettent cette attribution.